# 中国工农红军第二十二军
中国工农红军第二十二军，简称红二十二军，中国工农红军红一军团主力部队之一。
1930年6月红四军前委与闽西特委联席举行汀州会议，决定赣南特委的地方武装第二十六、二十七、二十八纵队等合编组建红二十二军，军长陈毅、政治委员邱达三，下辖5个纵队，共2400余人。此后会同红三十五军连攻赣州受挫，受到惨重损失。12月15日，红二十二军被划归为红十二军指挥。12月中下旬，红二十二军缩编为红六十四师。师长粟裕、政治委员高自立
1932年7月，赣南独立四师和独立五师重新合编而成红二十二军，军长肖克、政治委员梁锡祜。同年10月，红十二军军部和红三十六师与合编入红二十二军，军长罗炳辉、政治委员邝朱权、政治部主任谭政。1933年6月，中央红军整军，红二十二军改编为红一军团第三师。